# (10603) 1996 UF4
(10603) 1996 UF4 es un asteroide perteneciente al cinturón de asteroides, descubierto el 29 de octubre de 1996 por el equipo del Beijing Schmidt CCD Asteroid Program desde la Estación Xinglong, Hebei, China.

## Designación y nombre
Designado provisionalmente como 1996 UF4.

## Características orbitales
1996 UF4 está situado a una distancia media del Sol de 2,815 ua, pudiendo alejarse hasta 3,119 ua y acercarse hasta 2,511 ua. Su excentricidad es 0,108 y la inclinación orbital 4,664 grados. Emplea 1725,13 días en completar una órbita alrededor del Sol.
Pertenece a la familia de asteroides de (847) Agnia.

## Características físicas
La magnitud absoluta de 1996 UF4 es 14,14. Tiene 4,571 km de diámetro y su albedo se estima en 0,280.